# 阿部大樹 (競輪選手)
阿部 大樹（あべ だいき、1989年2月7日 - ）は、埼玉県出身の競輪選手。日本競輪学校第94期生。日本競輪選手会埼玉支部所属。師匠は小沼良（68期）。

## 来歴
埼玉県立大宮工業高等学校を経て、日本競輪学校に94期生として入学。同校の在校競走成績は16位（16勝）。
2008年7月13日に函館競輪場でデビューし、デビュー戦で初勝利を挙げた。
2012年9月に、2場所連続全戦最下位（9着）に終わったことを受け、精密検査を行ったところ、甲状腺異常が認められ、バセドー病と診断された。その後1か月以上治療し、同年11月の奈良での開催より復帰した。
2018年2月、四日市競輪場で開催された第33回読売新聞社杯全日本選抜競輪で特別競輪初出場。